# Tomasz Czakon
Tomasz Czakon (ur. 23 grudnia 1951 w Bierach) – polski polityk, dr hab. nauk humanistycznych, profesor uczelni w Instytucie Filozofii Wydziału Humanistycznego Uniwersytetu Śląskiego w Katowicach i adiunkt w Wyższej Szkoły Bankowości i Finansów w Bielsku-Białej. Członek partii politycznej Nowa Lewica.

## Życiorys
Syn Józefa i Agnieszki z domu Badura. Na Uniwersytecie Jagiellońskim ukończył studia z zakresu archeologii (1976) i filozofii (1980). W 1987 obronił pracę doktorską zatytułowaną Rozwój koncepcji komunizmu w polskiej filozofii marksistowskiej w latach 1956–1980 na Wydziale Nauk Społecznych Uniwersytetu Śląskiego w Katowicach. 21 lutego 2006 habilitował się na podstawie pracy zatytułowanej Wolność i dobro. Problem wolności w katolickiej filozofii społecznej w Polsce po 1989 roku. Objął funkcję adiunkta w Wyższej Szkole Bankowości i Finansów w Bielsku-Białej, oraz w Instytucie Filozofii na Wydziale Humanistycznym Uniwersytetu Śląskiego w Katowicach.
Był I sekretarzem Podstawowej Organizacji Partyjnej PZPR na Uniwersytecie Śląskim w Katowicach. W III Rzeczypospolitej działał w Socjaldemokracji Rzeczypospolitej Polskiej, z którą w 1999 przystąpił do Sojuszu Lewicy Demokratycznej, a wraz z nim w 2021 do Nowej Lewicy. Bez powodzenia kandydował do Sejmu w 1993, 1997, 2001 i 2023 oraz do Rady Miasta Katowice w 2018. W 2016 został przedstawicielem Związku Nauczycielstwa Polskiego w senacie Uniwersytetu Śląskiego.
W 1986 otrzymał Brązowy Krzyż Zasługi.

## Monografie
- Wolność i dobro. Problem wolności w katolickiej filozofii społecznej w Polsce po 1989 roku. Katowice 2005, ISBN 83-226-1456-X.
- Między paternalizmem a restrykcyjnością. Prawa pracownicze w kodeksach etycznych firm. Toruń 2013, ISBN 978-83-62558-77-3.